# 哈芬洛爾河
49°52′6.26″N 9°36′16.05″E / 49.8684056°N 9.6044583°E

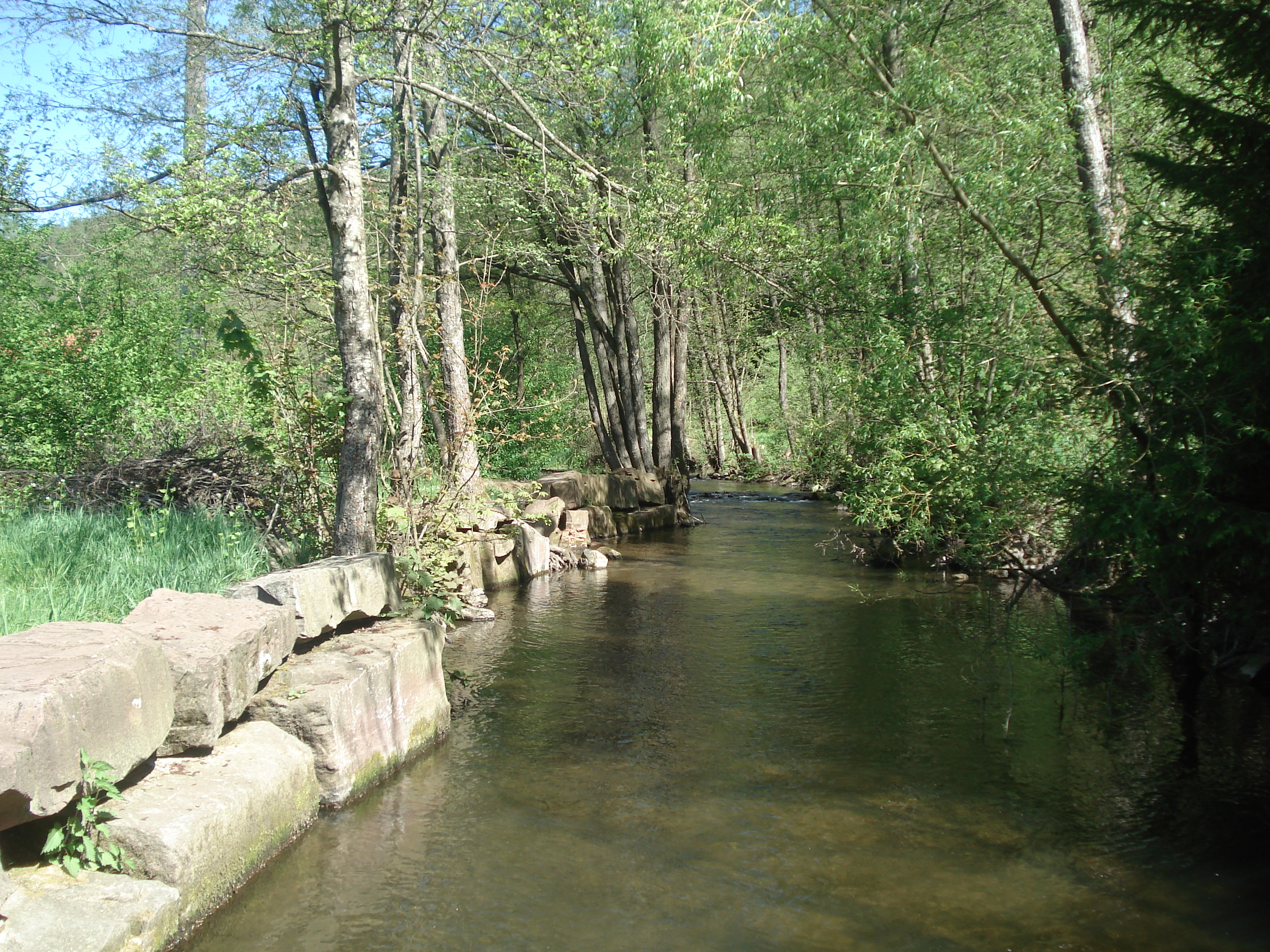

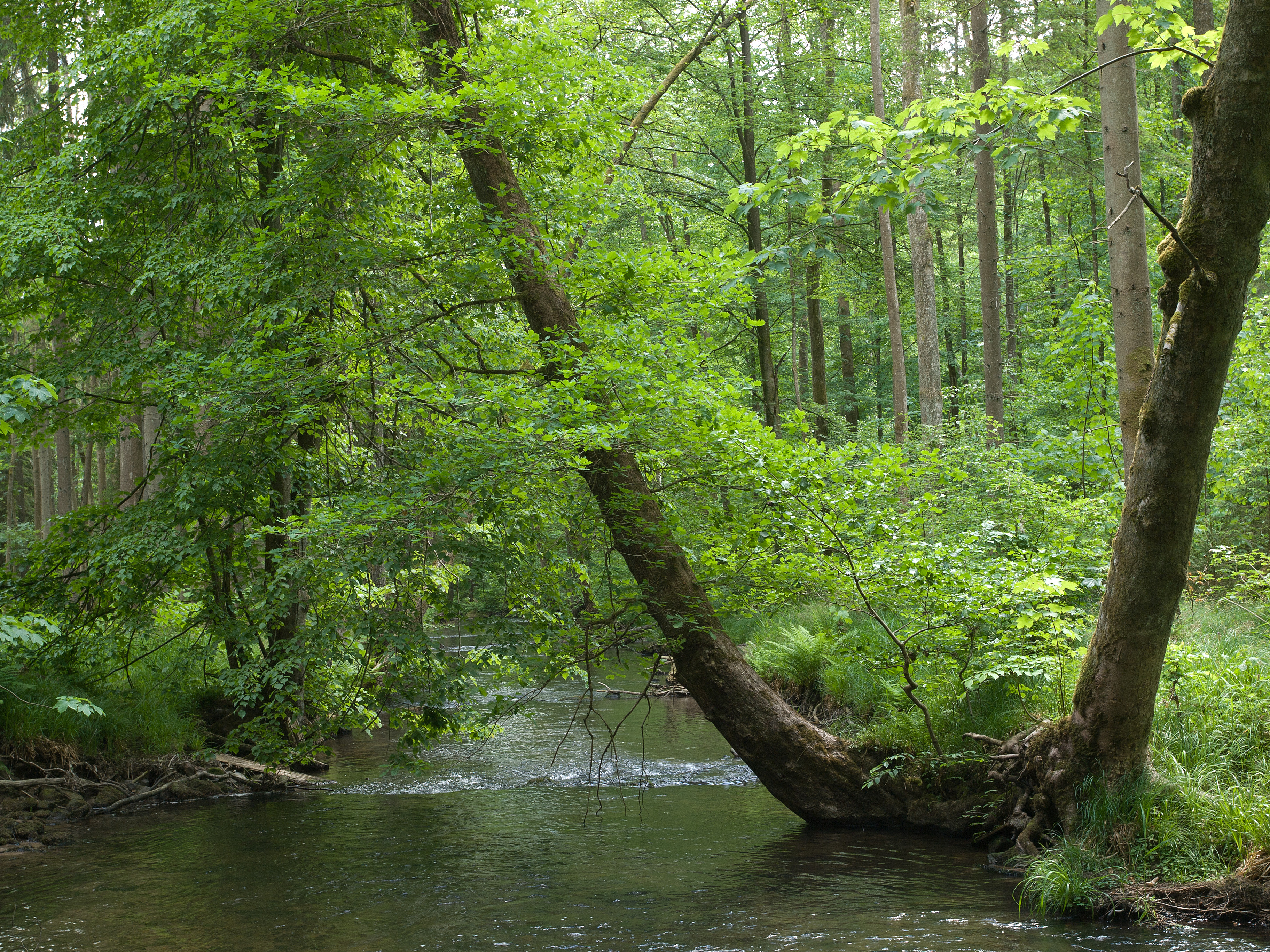

哈芬洛爾河（德語：Hafenlohr），是德國的河流，位於該國東南部，由巴伐利亞負責管轄，屬於美因河的右支流，河道全長26.5公里，流域面積147.3平方公里。